# Корінтіанс-Ітакера
Корінтіанс-Ітакера (порт. Estação Corinthians-Itaquera) — станція метро (Лінія 3) і приміських поїздів CPTM (Лінія 11) у місті Сан-Паулу. Назва станції походить від назви округу Ітакера, де вона розташована, і футбольного клубу Корінтіанс, що знаходиться поруч.
| Бразилія | Це незавершена стаття з географії Бразилії. Ви можете допомогти проєкту, виправивши або дописавши її. |